# خانه صالح عجمی
خانه صالح عجمی مربوط به دوره قاجار است و در شهرستان اردستان، بخش زواره، دهستان ریگستان، روستای تلک آباد، محله بالا واقع شده و این اثر در تاریخ ۲۲ آبان ۱۳۸۶ با شمارهٔ ثبت ۲۰۰۲۵ به‌عنوان یکی از آثار ملی ایران به ثبت رسیده است.